# Amo - Capitolo III
Amo - Capitolo III è un album raccolta ufficiale del cantante Renato Zero, pubblicato il 26 novembre 2013, contenente le canzoni di Amo - Capitolo I e Amo - Capitolo II.

## Il disco
Il disco va a completare il progetto "Amo", iniziato nel marzo del 2013 con la pubblicazione del primo disco e concluso nell'ottobre dello stesso anno con la pubblicazione del secondo ed ultimo capitolo. Lo stesso cantautore ha più volte rivelato nelle interviste rilasciate che non ha fatto uscire direttamente il contenuto di Amo - Capitolo III per rispetto verso i fan: siccome i costi sarebbero stati eccessivi, il cantautore ha preferito dividere il progetto in due capitoli. Questa raccolta, oltre ai due dischi di 29 brani totali, contiene anche un puzzle/poster di Renato Zero e la spiegazione di tutti i brani presenti, contenuta in un libro chiamato "Renato racconta".

## Tracce

### Amo - Capitolo I
1. Chiedi di me - 4:13
2. Una canzone da cantare avrai - 5:07
3. Il nostro mondo - 4:21
4. Voglia d'amare - 4:14
5. Angelina - 4:05
6. Lu - 3:58
7. I '70 - 4:12
8. Un'apertura d'ali - 4:34
9. La vacanza - 4:29
10. Oramai - 4:59
11. Tutto inizia sempre da un sì - 4:37
12. Vola alto - 4:13
13. Dovremmo imparare a vivere - 2:39
14. La vita che mi aspetta - 4:12

Durata totale: 60:05

### Amo - Capitolo II
1. Nuovamente - 4:29
2. Ti porterò con me - 4:25
3. La fabbrica dei sogni - 4:10
4. Sia neve - 4:58
5. L'eterno ultimo - 4:23
6. Nessuno tocchi l'amore - 4:45
7. Si può - 4:43
8. Una volta non ci basta - 5:10
9. Titoli di coda (explicit) - 4:14
10. Via dagli Sciacalli n°0 - 3:57
11. O si suona o si muore - 2:39
12. Alla fine - 5:09
13. amoЯ - 5:00
14. Il progetto magnifico - 6:30
15. Il principe dell'eccentricità - 4:31

Durata totale: 69:10

## Classifiche

### Classifiche settimanali
| Classifica (2013) | Posizione massima |
| ----------------- | ----------------- |
| Italia            | 22                |